# Morris Operation
Предприятие Morris Operation, расположенное в округе Гранди, штат Иллинойс, США, является, де факто, единственным местом постоянного (остальные являются временными) хранения высокоактивных радиоактивных отходов в Соединенных Штатах. На площадке размещены 772 тонны отработанного ядерного топлива. 
Она принадлежит GE Hitachi Nuclear Energy и расположена недалеко от города Моррис. Площадка расположена непосредственно к юго-западу от АЭС Дрезден. 
Сборки отработанного ядерного топлива хранятся в этой удаленной от реактора независимой установке для хранения отработанного топлива (ISFSI) в бассейне хранения отработанного топлива.
В резервуарах для хранения на складе Morris Operation размещены высокоактивные радиоактивные отходы с АЭС Коннектикут Янки, АЭС Купер, АЭС Дрезден, АЭС Монтиселло и АЭС Сан-Онофре. Самое последнее топливо, размещённое на площадке, завезено туда в 1989 году. Её резервуары практически заполнены. 
Размещать новое топливо не планируется.